# Kościół św. Jakuba Apostoła w Bartołtach Wielkich
Kościół parafialny św. Jakuba Apostoła w Bartołtach Wielkich – kościół katolicki zbudowany w XVI, przebudowywany w XVIII i XIX wieku.

## Konstrukcja

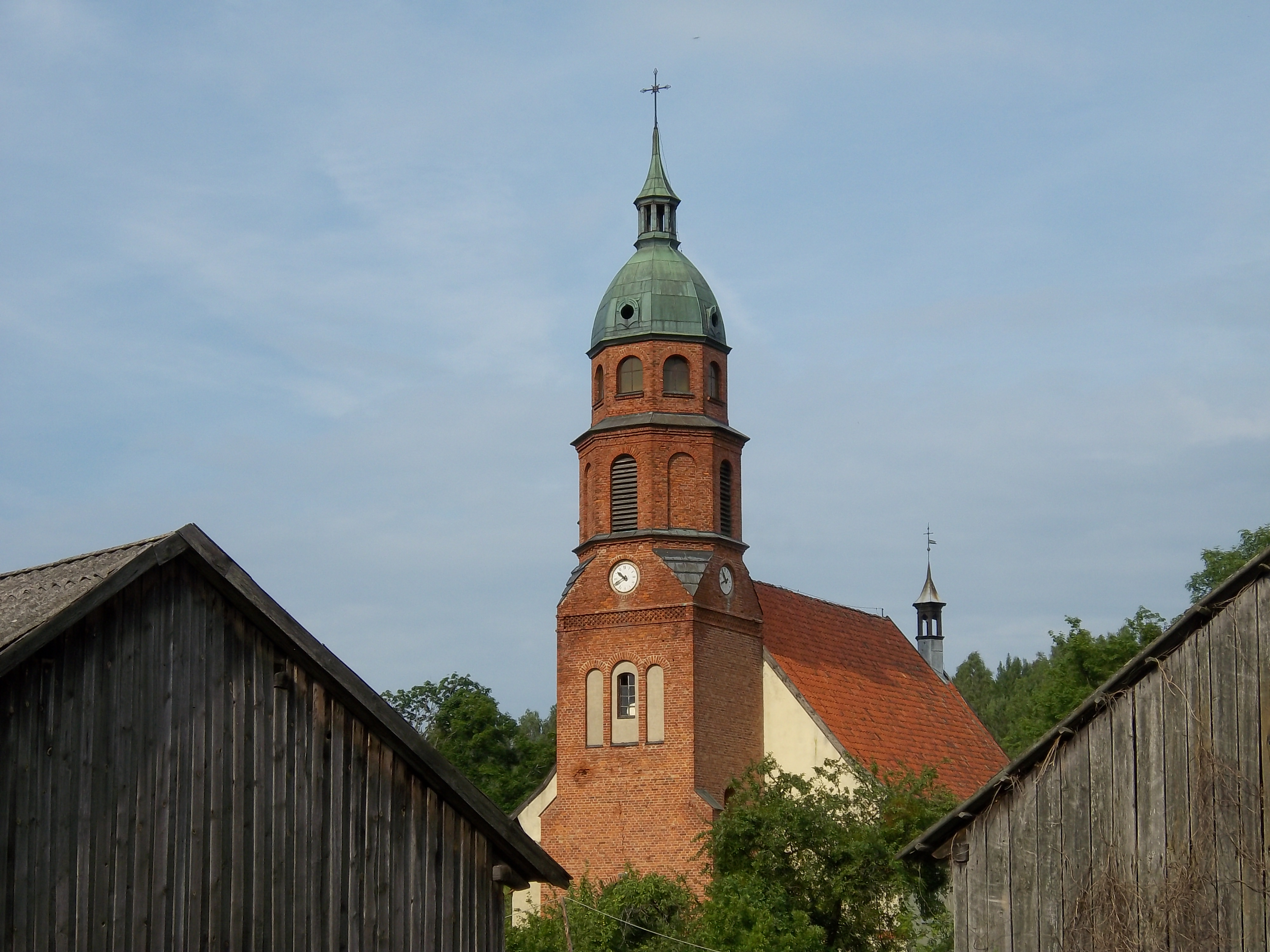
Widok na kościół od strony południowo-wschodniej

Korpus budowli stanowią elementy z XVI, XVIII i XIX wieku. Jest to kościół jednonawowy. We wnętrzu na uwagę zasługuje drewniany strop z XVIII wieku z dekoracją stiukową w prezbiterium. Wnętrze barokowe, ołtarz główny pochodzi z około 1700 roku. W nastawie ołtarza znajduje się obraz św. Jakuba Apostoła - patrona świątyni. Po bokach, we wnętrzu, w medalionach - św. Franciszek Ksawery oraz św. Ignacy Loyola. W kościele znajduje się rokokowa ambona i płyta nagrobna z 1624 roku. Wieża frontowa zbudowana w 1897 roku.

## Historia
Pierwszy kościół we wsi powstał pod koniec XIV wieku i wyposażony był przez biskupa Henryka Sorboma. W XVI wieku na miejscu starego wybudowano nowy kościół. W 1582 roku konsekrował go biskup Marcin Kromer.
Kościół z XVI wieku spłonął w 1620 roku, jednak pozostały po nim fragmenty murów, na których odbudowano świątynię. W 1702 roku została konsekrowana przez biskupa Andrzeja Załuskiego. W połowie XIX wieku kościół został przebudowany. 20 sierpnia 1862 roku powołano parafię Bartołty Wielkie.